# 三見村
三見村（さんみそん）は、山口県阿武郡西部にかつて存在した村である。1955年3月1日に、阿武郡大井村、見島村、六島村と共に萩市に編入され廃止した。

## 地理
北西部には日本海が広がり、北長門海岸国定公園の一部となっている。海上には、鯖島という無人島やいくつかの岩礁も見られる。海沿いに漁港や漁村があり、隠れた釣りの穴場となっている。村の中心には三見川が流れ、そこを中心とした小さな平野に田園地帯があるが、他は山がちの地形である。
海沿いにJR山陰本線が走り、南部の山沿いを国道191号が走る。国道191号は三見地区を抜けた後、長門市三隅へ向かって同国道の難所の一つである鎖峠を越えることになる。この峠は大雨や大雪の際、旧三隅町の宗頭 - 玉江の間で度々通行止めとなるため、県道で迂回できない場合、長門方面も市内方面も通行が規制されることが起こっていた。ただ、後述の萩・三隅道路の部分開通により、萩市街および三見地区より車で三隅方面へ行く際には鎖峠を越える必要はなくなった。

## 歴史
「三見」の名前の由来として、かつて平家で三位の位にあった貴族が、平家滅亡後この地に落ちのびて来たからだという説話がある。もっとも、実際には、平家の三位は京都で死亡しておりこの地には落ちのびていない。江戸時代から明治時代にかけて全国で流行した、自分たちの先祖は武士や公家であり今は卑しい身分でも昔は高貴な身分であったと作話する典型的例であり珍しくはない話である。この説話も、江戸時代中期頃に作話されたものである可能性が高い。
また、よく作物の取れる場所であるという意味の「作美（さくみ）」が変化したものだという説もあり、こちらの方が妥当と思われる。
市地区は、江戸時代には萩と下関を結ぶ赤間関街道の宿場町として栄えた。

### 沿革
- 1889年（明治22年）4月1日 - 町村制の施行により、近世以来の三見村が単独で自治体を形成。
- 1955年（昭和30年）3月1日 - 萩市に編入。同日三見村廃止により、同地区は山口県萩市三見となった。

## 小字
- 河内（かわち）
- 浦（うら）1区 - 5区
- 駅通（えきどおり）
- 石丸（いしまる）
- 蔵本（くらもと）
- 畦田（あぜた）
- 中山（なかやま）
- 吉広（よしひろ）
- 市（いち）
- 手水川（ちょうずがわ）
- 床並（とこなみ）
- 明石（あけいし）
- 飯井（いい）

## 現況・その他
山口県北浦地区の他の地区と同じく、過疎化・高齢化が深刻であるが、現在国道191号のバイパスとしての萩・三隅道路（山陰自動車道）が、三見地区の中心部を抜けるルートで建設を進めており、これまでより交通の便が良くなることが期待されている。2008年2月23日に、明石IC - 三隅IC（長門市三隅）間が暫定的に開通し、その後2011年9月23日に明石IC - 萩IC間が全通した。
- 床並地区には旧赤間関街道整備のために、1914年（大正3年）に三見川に架けられた石橋である三見橋（三見眼鏡橋）がある。この橋は1998年に国の登録有形文化財に登録された。
- 吉広地区には萩市の天然記念物にも指定されているバクチノキの大木がある。
- 主な特産品には、びわなどがある。
- 出身有名人には、阿武天風（小説家）・河村建夫（自民党衆議院議員・元内閣官房長官・元文部科学大臣）がいる。
- 一時期、中国電力による原子力発電所の建設計画が持ち上がったことがあったが、地元住民の反対により現在計画は撤回されている（JR山陰本線沿いには、「三見原発反対」と書いている看板がいまだに残っている）。